# Філіпчук Ігор Венедиктович
І́гор Венеди́ктович Філіпчу́к (нар. 31 травня 1977, с. Грушівці Кельменецький район Чернівецька область — пом. 8 липня 2014, селище Стукалова Балка, Слов'яносербський район, Луганська область) — старший сержант Збройних Сил України; учасник російсько-української війни.

## Життєпис
Народився 1977 року в с. Грушівці Кельменецького району. Створив родину, жив і працював у своєму селі.
Одним із перших з населеного пункту пішов на службу добровольцем, близько 2-х місяців перебував у зоні АТО (м. Щастя). (водій) 87-го окремого аеромобільного батальйону (військова частина А2582, Чернівці) 80-ї окремої аеромобільної бригади.
Загинув під час артобстрілу в селищі Стукалова Балка Слов'яносербського району Луганської області внаслідок вибухової травми.
Без Ігоря лишились дружина й двоє неповнодітніх дітей — донька і син.
Похований в селі Грушівці.

## Нагороди
За особисту мужність і героїзм, виявлені у захисті державного суверенітету та територіальної цілісності України, вірність військовій присязі під час російсько-української війни, відзначений — нагороджений
- 27 червня 2015 року — орденом «За мужність» III ступеня (посмертно).